# Verband der Ingenieure Russlands
Der Verband der Ingenieure Russlands (RSI) ist nach eigenen Angaben ein Interessenvertretungsverband für Konstrukteure, Bauarbeiter, Entwickler, Erfinder, Forscher, Wissenschaftler, technisch-wissenschaftliche Mitarbeiter, Manager und Leiter von Unternehmen der industriellen Fertigung und des Bauwesens in Russland.

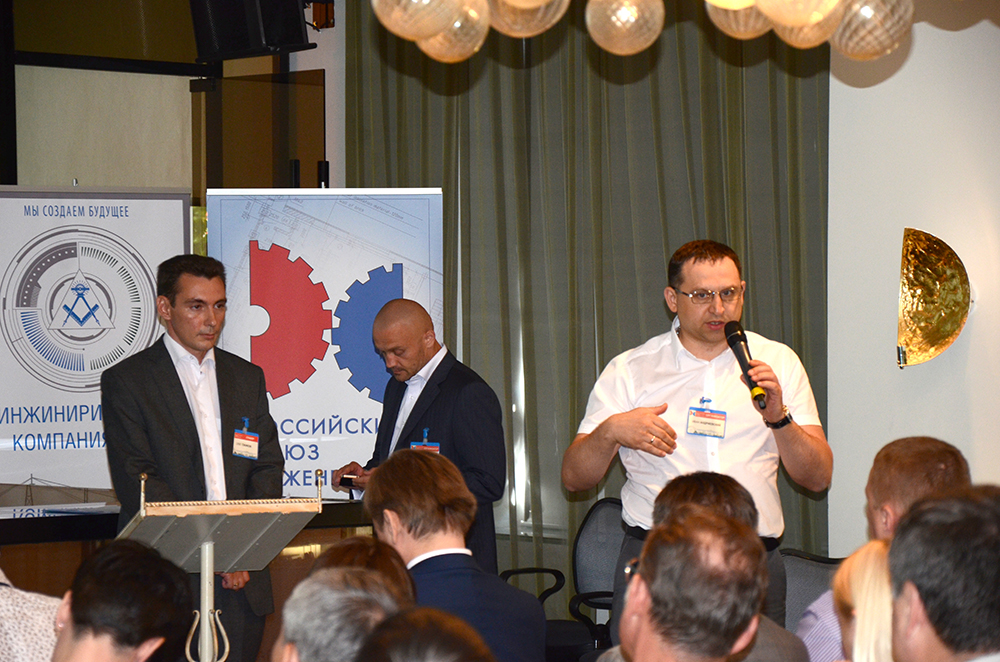
Seminarveranstaltung des Verbandes

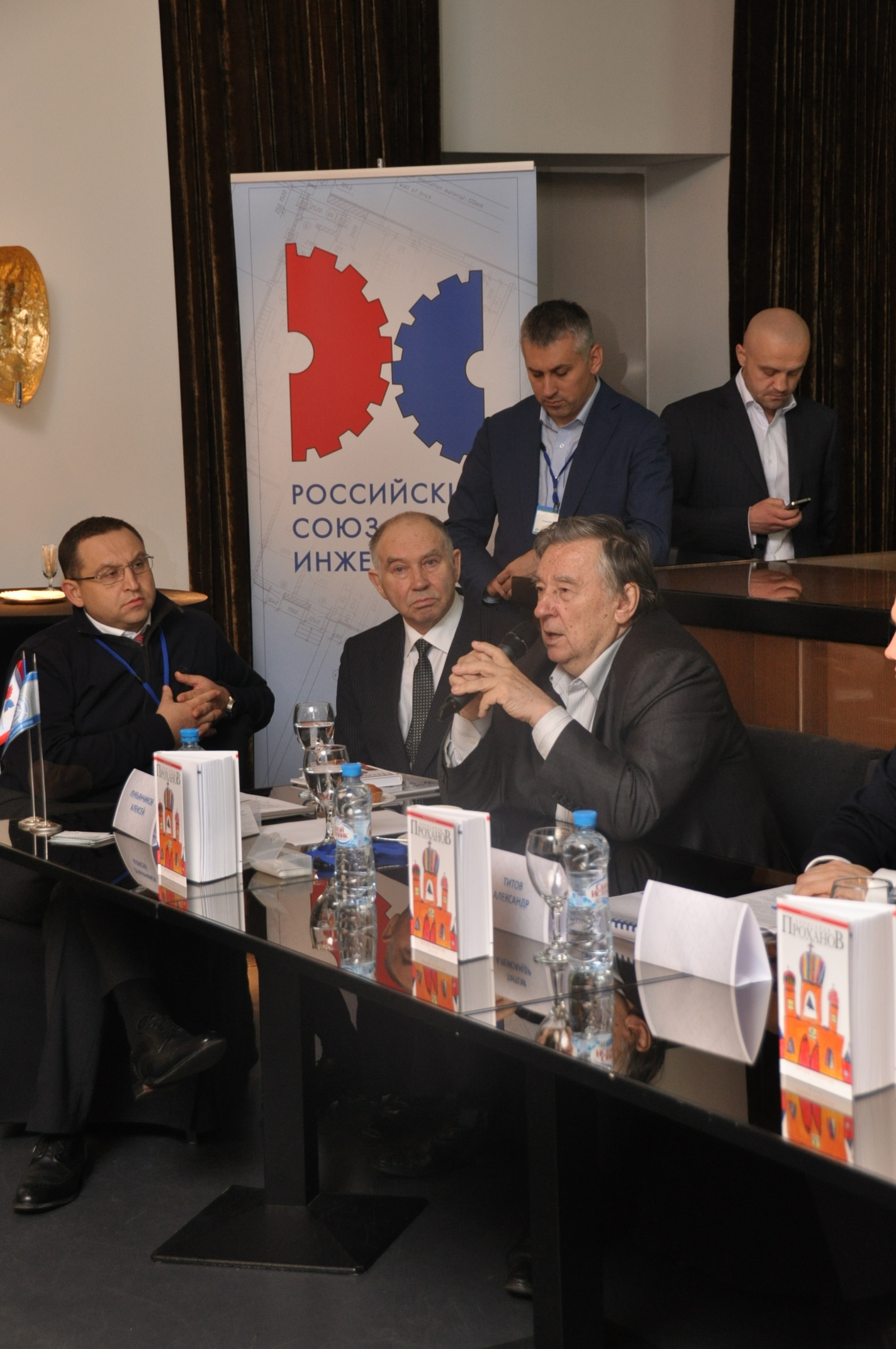
Schriftsteller Alexander Prochanow während einer Veranstaltung des Verbandes

## Geschichte und Organisation
Der Verband wurde am 11. Januar 2011 durch das Justizministerium Russlands registriert. Sein höchstes Organ ist der „Verbandskongress“, der alle fünf Jahre einberufen wird. Außerordentliche Kongresse finden auf Beschluss des Präsidiums, des Präsidenten oder des ersten Vize-Präsidenten statt, auf schriftliches Verlangen der Prüfungs- und Revisionskommission oder auf schriftliches Verlangen von mehr als der Hälfte der regionalen Verbandsabteilungen.
Des Weiteren gibt es das Präsidium des Verbands. Seit 2013 ist Nikolai Korjagin Präsident, Iwan Andrijewski Erster Vize-Präsident und Konstantin Kowaljow Vize-Präsident und Sekretär des Verbandes.

## Tätigkeiten
Der Ingenieurverband Russlands arbeitet mit staatlichen, regionalen und kommunalen Stellen zusammen und erstellt Gutachten. Er arbeitet aktiv mit dem Klub der Finanzdirektoren Russlands zusammen; Ziel ist die Vereinigung der Wissenschafts- und Ingenieurgemeinschaft Russlands mit Investitions- und Finanzstrukturen.
In seiner internationalen Tätigkeit ist der RSI auf den Aufbau und die Befestigung der Beziehungen zwischen der Gemeinschaft der russischen Ingenieure und ihren Kollegen aus anderen Ländern ausgerichtet, sowie auf die Entwicklung von Beziehungen zu den internationalen Ingenieurorganisationen, wie zum Beispiel ORGALIME, FEANI und IAENG. Zu diesem Zweck organisiert der RSI internationale Konferenzen und Foren, Ausstellungen und Veranstaltungen und internationale Arbeitsgruppen.

### Förderung von ausländischen Investitionen und Projekten in Russland
Der Ingenieurverband Russlands fördert ausländische Investitionen in die Wirtschaft Russlands durch:
- Beratungs- und Rechtshilfe für ausländische Investoren
- Expertenunterstützung bei der Partnerauswahl
- Beratung von Investoren zu ingenieurtechnischen Aspekten der Projektrealisierung
- Anpassung von internationalen Projekten an die russischen Standards, Regeln und technischen Regelwerke
- Unterstützung bei der Registrierung, Standardisierung, Lizenzierung und Zertifizierung
- Schutz des geistigen Eigentums von ausländischen Investoren
- Empfehlungen zur Nutzung von besonderen Wirtschaftszonen und anderen gesetzlichen Möglichkeiten

Unterstützung von ausländischen Investitionen gewährt der Verband der Ingenieure Russlands auf dem Gebiet von Bauvorhaben in den Sektoren Industrie, Energetik, Transport, Landwirtschaft und Zivilbau, sowie bei der Entwicklung der Wohnungs- und Kommunalwirtschaft und von Stadtterritorien. Der RSI gibt auch Unterstützung in den Bereichen Erdöl- und Gasindustrie, Elektroenergetik, Metallurgie und Bergbau, Chemieindustrie, Maschinenbau, Fernmeldeindustrie, Verarbeitungsindustrie, Bauwesen und Baustoffindustrie, Transportsektor, Luftfahrt, Schiffbau und Automobilindustrie, Forst- und Landwirtschaft, Medizin und Pharmazie.

### Gutachtenerstellung
Am 21. November 2012 hat der Ingenieurverband Russlands ein Gesamtrating der Attraktivität von russischen Städten für das Jahr 2011 vorgestellt.
Am 20. Mai 2013 haben das Ministerium für regionale Entwicklung der Russischen Föderation, die Föderale Agentur für das Bauwesen und die Wohnungs- und Kommunalwirtschaft, der  Ingenieurverband Russlands und Spezialisten der Moskauer Staatlichen Lomonossow-Universität ein Rating und eine Methodik für die Bewertung der Qualität des städtischen Wohnumfeldes erarbeitet und eine Bewertung der 50 größten Städte Russlands durchgeführt. Bei dieser Arbeit wurden die vom Verband erarbeiteten Bewertungsmethode der Qualität des städtischen Wohnumfeldes und der Attraktivitätsschwelle der Städte benutzt. Auftraggeber waren der Präsident der Russischen Föderation und der Ministerpräsident der Russischen Föderation.
Nach dem Absturz des Malaysia-Airlines-Flug 17 veröffentlichte der Verband eine Analyse über mögliche Ursachen. Außerdem ließ er ein Bild veröffentlichen, bei dem es sich um eine Satellitenaufnahme handeln soll, die den Angriff eines Kampfflugzeugs auf die Malaysia-Airlines-Maschine zeigt. Der RSI-Vizepräsident Iwan Andrijewski sagt, man habe das Bild gründlich untersucht und keine Anzeichen für eine Fälschung entdeckt. Blogger in Russland und anderen Ländern kamen hingegen schnell zu dem Schluss, dass das Bild zahlreiche Ungereimtheiten aufweise und eine Fälschung sei.